# Лейкс (Аляска)
Лейкс (англ. Lakes) — переписна місцевість (CDP) в США, в окрузі Матануска-Сусітна штату Аляска. Населення — 8364 особи (2010).

## Географія
Лейкс розташований за координатами 61°36′28″ пн. ш. 149°18′19″ зх. д. / 61.60778° пн. ш. 149.30528° зх. д. (61.607750, -149.305267).  За даними Бюро перепису населення США в 2010 році переписна місцевість мала площу 36,22 км², з яких 32,54 км² — суходіл та 3,67 км² — водойми.

## Демографія
Згідно з переписом 2010 року, у переписній місцевості мешкали 8364 особи в 2883 домогосподарствах у складі 2236 родин. Густота населення становила 231 особа/км².  Було 3068 помешкань (85/км²).
Расовий склад населення:
| - 85,0 % — білих - 5,2 % — корінних американців - 0,9 % — чорних або афроамериканців - 0,9 % — азіатів - 0,1 % — вихідців з тихоокеанських островів - 1,0 % — осіб інших рас |

До двох чи більше рас належало 6,8 %. Частка іспаномовних становила 4,2 % від усіх жителів.
За віковим діапазоном населення розподілялося таким чином: 29,1 % — особи молодші 18 років, 63,2 % — особи у віці 18—64 років, 7,7 % — особи у віці 65 років та старші. Медіана віку мешканця становила 36,4 року. На 100 осіб жіночої статі у переписній місцевості припадало 104,6 чоловіків;  на 100 жінок у віці від 18 років та старших — 102,8 чоловіків також старших 18 років.
Середній дохід на одне домашнє господарство  становив 101 369 доларів США (медіана — 83 574), а середній дохід на одну сім'ю — 113 233 долари (медіана — 87 866). Медіана доходів становила 56 927 доларів для чоловіків та 45 164 долари для жінок. За межею бідності перебувало 7,3 % осіб, у тому числі 10,1 % дітей у віці до 18 років та 3,4 % осіб у віці 65 років та старших.
Цивільне працевлаштоване населення становило 4031 особа. Основні галузі зайнятості: освіта, охорона здоров'я та соціальна допомога — 25,9 %, роздрібна торгівля — 12,3 %, публічна адміністрація — 9,7 %, мистецтво, розваги та відпочинок — 9,7 %.